# Xã South Pymatuning, Quận Mercer, Pennsylvania
Xã South Pymatuning (tiếng Anh: South Pymatuning Township) là một xã thuộc quận Mercer, tiểu bang Pennsylvania, Hoa Kỳ. Năm 2010, dân số của xã này là 2.695 người.